# 357. Infanterie-Division (Wehrmacht)
La 357. Infanterie-Division fu una divisione dell'esercito tedesco attiva durante la seconda guerra mondiale che venne creata nel 1943 e fu schierata lungo il fronte orientale dove fu distrutta nel 1945.

## Storia
Con ordinanza del 7 novembre 1943 iniziò la formazione e l'addestramento della divisione presso l'area di addestramento militare di Radom, in Polonia; era formata da truppe della 32. Infanterie-Division, 39. Infanterie-Division, 52. Infanterie-Division e 106. Infanterie-Division, il resto dell'organico era formato da giovani reclute nate nel 1926. La divisione fu schierata l'8 marzo 1944, a nord-ovest di Ternopil'; raggiunse il Seret e costituì una linea di sicurezza, ma l'attacco sovietico costrinse la divisione a ritirarsi e nonostante le pesanti perdite riuscì a consolidarsi sul fronte e a mantenerlo fino a metà luglio 1944. Il grande attacco sovietico contro l'Heeresgruppe Nordukraine, iniziato il 14 luglio, costrinse la divisione a ritirarsi ulteriormente; raggiunse Mukačevo il 7 agosto e poi Neuhammer il 20 agosto, dove fu rinnovata; nel mentre alcune sue unità furono mandate in Slovacchia per disarmare l'esercito ribelle slovacco.
Nella prima metà di settembre, gli altri reparti della divisione tornarono al fronte, nella zona a sud di Sanok per difendere l'accesso al Passo di Dukla nei Beschidi. L'offensiva nemica iniziò l'8 settembre e nelle due settimane successive, nonostante i pesanti combattimenti, riuscirono a riconquistare il passo, che tuttavia cadde di nuovo in mani nemiche il 20 settembre. La divisione ritornò sul lato occidentale dei Beschidi, presso Svidník e lì venne schierata per stabilizzare il nuovo fronte. Il 20 novembre 1944 la divisione venne spostata nell'area di Hatvan, a nord-est di Budapest passando per Prešov, Košice e Miskolc. Nella zona di Hatvan la divisione subì gravissime perdite ed i suoi resti, radunati a Vác, si ritirarono, combattendo nella zona di Esztergom fino alla fine di dicembre. Nell'ultima metà di gennaio 1945, le unità della divisione furono rinnovate a Nitra.
La divisione difese una sezione vicino a Levice, fino all'inizio dell'attacco russo il 16 marzo 1945, durante il quale è riuscita a mantenere le sue posizioni nonostante i pesanti combattimenti, tuttavia un nuovo attacco il 26 marzo costrinse la divisione a ritirarsi passando per Bratislava con pesanti combattimenti a Großkrut, Dürnkrut, Zistersdorf e Altlichtenwarth che fu brevemente riconquistata il 18 aprile. Un'altra grande parte della divisione raggiunse la zona di Brno passando per Trenčín e Kroměříž e combattendo contro i partigiani. Dopo un'ulteriore ritirata, raggiunse Litobratřice e respinse uno sfondamento russo su Znojmo. Entro l'8 maggio 1945 parte della divisione fu catturata dagli americani nella zona di Vyšší Brod, tuttavia, il grosso della divisione riuscì a ritirarsi passando per Jihlava, dove fu catturato dalle truppe dell'armata rossa.

## Ordine di battaglia
- Grenadier-Regiment 944
- Grenadier-Regiment 945
- Grenadier-Regiment 946
- Divisions-Füsilier-Bataillon 357
- Artillerie-Regiment 357
- Pionier-Bataillon 357
- Panzerjäger-Abteilung 357
- Infanterie-Divisions-Nachrichten-Abteilung 357
- Divisions-Nachschubführer 357[1]

## Decorazioni
Alcuni soldati della 357. Infanterie-division furono premiati per le loro azioni in guerra:
- Croce Tedesca
  - in oro: 1
- Croce di Cavaliere della croce di ferro: 1

## Comandanti
- Generalleutnant Wolfgang von Kluge (1° dicembre 1943 - 1° aprile 1944)
- Generalmajor Knut Eberding (1° aprile 1944 - 10 maggio 1944)
- Generalmajor Norbert Holm (10 maggio 1944 - 12 settembre 1944)
- Generalleutnant Josef Rintelen (12 settembre 1944 - 8 maggio 1945)[1]